# Alex Cochrane
Pour les articles homonymes, voir Cochrane.
Alex Cochrane, né le 21 avril 2000 à Brighton en Angleterre, est un footballeur anglais qui évolue au poste d'arrière gauche au Birmingham City FC.

## Biographie

### En club
Né à Brighton en Angleterre, Alex Cochrane est formé par le club de sa ville natale, Brighton & Hove Albion. 
C'est avec ce club qu'il fait ses débuts en professionnel le 25 septembre 2019, lors d'une rencontre de coupe de la Ligue anglaise contre Aston Villa. Il est titularisé au poste d'ailier gauche, et son équipe s'incline par trois buts à un ce jour-là,.
Le 2 octobre 2020, Cochrane est prêté par brighton en Belgique, à l'Union Saint-Gilloise, pour une saison,. Le club évolue alors en deuxième division belge. L'arrière gauche anglais se blesse toutefois sérieusement à la cheville en janvier 2021, ce qui met un terme à sa saison.
Le 28 juin 2021, Cochrane est prêté en Écosse, au Heart of Midlothian pour une saison. Il fait sa première apparition sous ses nouvelles couleurs le 10 juillet 2021 face au Peterhead FC, lors d'une rencontre de Coupe de la Ligue écossaise. Il est titularisé et Heart of Midlothian l'emporte par deux buts à zéro,. Il inscrit son premier but pour Heart le 25 septembre 2021 contre le Livingston FC, en championnat. Il contribue ainsi à la victoire de son équipe par trois buts à zéro.
Le 25 juin 2022, Cochrane s'engage définitivement au Heart of Midlothian. Il signe un contrat de trois ans, soit jusqu'en mai 2025.
Cochrane se fait remarquer le 22 avril 2023 en marquant un but et délivrant deux passes décisives, lors d'une rencontre de championnat face au Ross County FC. Il participe ainsi à la victoire de son équipe par six buts à un,.
Le 16 juillet 2024, il s'engage avec le club de Birmingham City FC pour une durée de quatre ans, soit jusqu'en juin 2028.
Il joue son premier match sous ses nouvelles couleurs le 10 août 2024, lors de la première journée de la saison 2024-2025, contre le Reading FC. Il est titularisé et les deux équipes se neutralisent (1-1 score final).

### En sélection
Alex Cochrane représente l'équipe d'Angleterre des moins de 20 ans, pour un total de deux matchs joués en 2019.

## Palmarès

### En club
Hearts
- Coupe d'Écosse
  - Finaliste : 2022

 Birmingham City
- League One
  - Champion : 2024-25

### Distinctions individuelles
- Membre de l'équipe-type de D3 anglaise en 2025 (EFL Awards)[16].